# Ramaric Etou
Ramaric Presley Etou Thomaso (Dolisie, 25 gennaio 1995) è un calciatore congolese (Repubblica del Congo), difensore del Dila Gori.

## Carriera

### Club
Ha giocato nella massima serie georgiana e in quella israeliana.

### Nazionale
Nel 2017 ha esordito in nazionale.

## Statistiche

### Cronologia presenze e reti in nazionale
| Cronologia completa delle presenze e delle reti in nazionale ― Rep. del Congo | Cronologia completa delle presenze e delle reti in nazionale ― Rep. del Congo | Cronologia completa delle presenze e delle reti in nazionale ― Rep. del Congo | Cronologia completa delle presenze e delle reti in nazionale ― Rep. del Congo | Cronologia completa delle presenze e delle reti in nazionale ― Rep. del Congo | Cronologia completa delle presenze e delle reti in nazionale ― Rep. del Congo | Cronologia completa delle presenze e delle reti in nazionale ― Rep. del Congo | Cronologia completa delle presenze e delle reti in nazionale ― Rep. del Congo |
| Data                                                                          | Città                                                                         | In casa                                                                       | Risultato                                                                     | Ospiti                                                                        | Competizione                                                                  | Reti                                                                          | Note                                                                          |
| ----------------------------------------------------------------------------- | ----------------------------------------------------------------------------- | ----------------------------------------------------------------------------- | ----------------------------------------------------------------------------- | ----------------------------------------------------------------------------- | ----------------------------------------------------------------------------- | ----------------------------------------------------------------------------- | ----------------------------------------------------------------------------- |
| 8-10-2017                                                                     | Alessandria d'Egitto                                                          | Egitto                                                                        | 2 – 1                                                                         | Rep. del Congo                                                                | Qual. Mondiali 2018                                                           | -                                                                             | 81’                                                                           |
| 12-11-2017                                                                    | Brazzaville                                                                   | Rep. del Congo                                                                | 1 – 1                                                                         | Uganda                                                                        | Qual. Mondiali 2018                                                           | -                                                                             | 80’                                                                           |
| 11-10-2018                                                                    | Brazzaville                                                                   | Rep. del Congo                                                                | 3 – 1                                                                         | Liberia                                                                       | Qual. Coppa d'Africa 2019                                                     | -                                                                             |                                                                               |
| 23-4-2019                                                                     | Harare                                                                        | Zimbabwe                                                                      | 2 – 0                                                                         | Rep. del Congo                                                                | Qual. Coppa d'Africa 2019                                                     | -                                                                             | 75’                                                                           |
| 18-6-2023                                                                     | Brazzaville                                                                   | Rep. del Congo                                                                | 0 – 2                                                                         | Mali                                                                          | Qual. Coppa d'Africa 2023                                                     | -                                                                             | 54’ 87’                                                                       |
| 9-9-2024                                                                      | Kampala                                                                       | Uganda                                                                        | 2 – 0                                                                         | Rep. del Congo                                                                | Qual. Coppa d'Africa 2025                                                     | -                                                                             | 82’                                                                           |
| 15-10-2024                                                                    | Brazzaville                                                                   | Rep. del Congo                                                                | 1 – 1                                                                         | Sudafrica                                                                     | Qual. Coppa d'Africa 2025                                                     | -                                                                             | 90+3’                                                                         |
| 19-11-2024                                                                    | Brazzaville                                                                   | Rep. del Congo                                                                | 0 – 1                                                                         | Uganda                                                                        | Qual. Coppa d'Africa 2025                                                     | -                                                                             |                                                                               |
| Totale                                                                        |                                                                               | Presenze                                                                      | 8                                                                             |                                                                               | Reti                                                                          | 0                                                                             |                                                                               |